# Tomáš Bureš (kulturista)
Tomáš Bureš (11. února 1975, Praha) je český kulturista a fitness trenér.
Je mj. absolutním vítězem soutěže Mr. Universe (kategorie Amatér) v roce 2006 a MS Federace NABBA v roce 2008.